# 斯梅代雷沃桑贾克

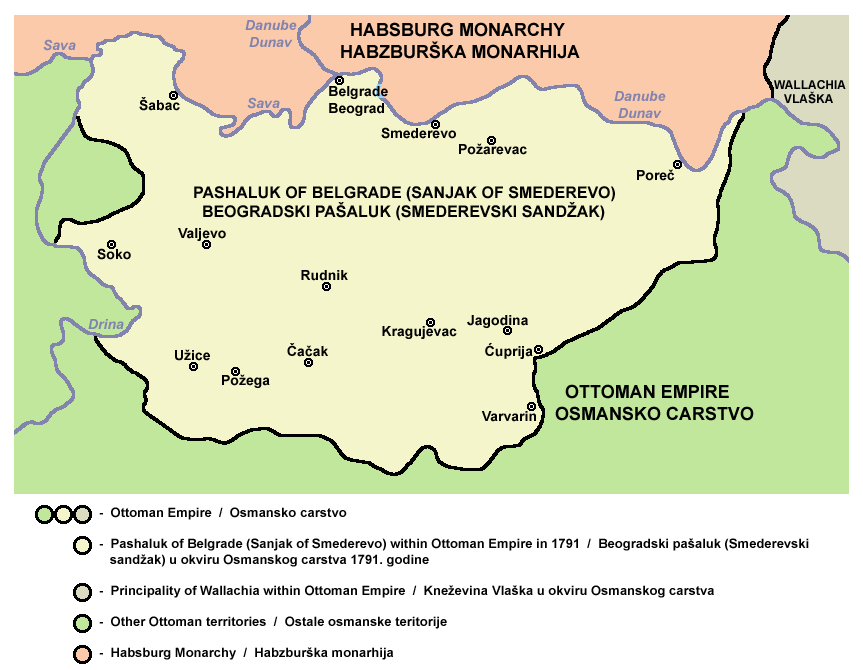
斯梅代雷沃桑贾克

斯梅代雷沃桑贾克是奥斯曼帝国於15世纪至19世纪初在現今的中塞爾維亞設立的桑贾克，1459年至1521年行政中心位於斯梅代雷沃。1521年至1817年行政中心位於貝爾格萊德。